# Hilda Hatt
Hilda May Hatt (gift Bryant och Barrow), född 28 april 1903 i England, död 1975, var en brittisk friidrottare med häcklöpning som huvudgren. Hatt blev guldmedaljör vid den ordinarie damolympiaden 1922 och var en pionjär inom damidrott.

## Biografi
Hilda Hatt föddes 1903 i Storbritannien, hon studerade senare vid Woolwich Polytechnic i London. Under skoltiden var hon aktiv friidrottare främst i höjdhopp, senare började hon även med häcklöpning och längdhopp.
1921 deltog Hatt i Damolympiaden 1921 i Monte Carlo där hon tog guldmedalj i höjdhopp (delat med Frédérique Kussel) och silvermedalj i längdhopp samt bronsmedalj i löpning 60 meter. Vidare tog hon guldmedalj i stafettlöpning 4 x 75 meter (med  Hatt, Alice Cast, Daisy Wright och Mary Lines) samt guldmedalj i stafettlöpning 4 x 200 meter (med Lines, Bradley, Hatt och Cast).
1922 deltog Hatt deltog i de andra Damspelen 1922 i Monaco där hon vann guldmedalj (delad med Madeleine Bracquemond) i höjdhopp samt silvermedalj i häcklöpning och i femkamp.
Hatt deltog sedan även i den första ordinarie damolympiaden den 20 augusti 1922 i Paris. Under idrottsspelen vann hon guldmedalj i höjdhopp (delat med Nancy Voorhees) med 1,46 meter och silvermedalj häcklöpning 100 yards (80 meter).
1923 tävlade hon åter vid Monte Carlospelen där hon tog bronsmedalj i löpning 800 meter
1924 deltog Hatt vid Damolympiaden 1924 den 4 augusti på Stamford Bridge i London där hon silvermedalj i häcklöpning 120 yards efter Mary Lines och gång 1000 meter efter Edith Trickey.
1926 deltog Hatt även vid den andra damolympiaden 27–29 augusti i Göteborg där hon vann silvermedalj i höjdhopp och bronsmedalj häcklöpning.
Hatt tävlade även på hemmaplan och var brittisk mästare i häcklöpning åren 1925, 1926, 1927 och 1929. Den 18 augusti 1923 blev hon brittisk mästare i höjdhopp och 1925 tog hon även mästartiteln i längdhopp. Senare drog hon sig tillbaka från tävlingslivet. Hatt dog 1975.
2012 upptogs Hatt i Oxford Dictionary of National Biography.